# 小田尚
小田 尚（おだ たかし、1951年7月4日 - ）は、日本のジャーナリスト。読売新聞グループ本社取締役論説主幹。
新潟県生まれ。1978年、読売新聞社入社。2005年東京本社政治部長、編集局次長、編集局総務、2009年調査研究本部長を歴任。
公益財団法人松下政経塾評議員、元日本放送協会中央放送番組審議会委員。
2017年5月、公益社団法人日本記者クラブ理事長に就任したが、2018年1月20日、任期を1年以上残して一身上の都合により退任した。同年3月より、国家公安委員会委員に就任。委員就任後も読売新聞調査研究本部客員研究員を務める。
2023年、旭日中綬章受章。